# چله‌خانه علیا
چله‌خانه علیا یکی از روستاهای استان آذربایجان شرقی است که در دهستان چله‌خانه بخش صوفیان شهرستان شبستر واقع شده‌است.
این روستا در مجاورت نیروگاه صوفیان قرار دارد.